# Mansa Musa
Musa I (k. 1280 – k. 1337) là Mansa (nghĩa là "Sultan" hay "hoàng đế") thứ 10 của Đế quốc Mali giàu có ở Tây Phi. Tại thời điểm Mansa Musa lên ngôi, đế quốc Mali kiểm soát những lãnh thổ trước đây thuộc Đế quốc Ghana ở miền nam Mauritanie và Melle (Mali) ngày nay cùng các vùng đất xung quanh nó. Musa mang nhiều tước hiệu, bao gồm: Êmia của Melle, Chúa các mỏ Wangara và Người chinh phục Ghanata và ít nhất cả tá tước hiệu khác. Trong suốt triều đại của mình, Mansa Musa đã cho mở rộng đáng kể lãnh thổ Mali sau khi xâm chiếm 24 thành phố và những khu vực khác. Khi qua đời vào năm 1337, ông tích lũy số của cải lớn đến mức khó có thể tính chi tiết và "nhiều hơn bất cứ ai có thể mô tả". Theo tài liệu ghi chép lại, chỉ riêng số vàng mà vua Musa tiêu xài trong chuyến đi đến Ai Cập khiến thị trường vàng nước này tuột dốc mất 12 năm mới có thể phục hồi.
Vào thế kỷ 14, tên tuổi của Mansa Musa và Đế quốc Mali đã lan rộng khắp thế giới Ả-rập và thu hút sự chú ý cực lớn của những người vẽ bản đồ ở châu Âu, tới mức trong tấm bản đồ ra đời năm 1375, Mansa Musa xuất hiện ở chính giữa Tây Phi với hình ảnh ngồi trên ngai vàng và cầm một thỏi vàng trên tay như để tượng trưng cho sự giàu có của ông.

## Tên gọi
Tên của Musa Keita thường được viết là Mansa Musa trong bản thảo và tài liệu Tây phương. Ngoài ra, tên của ông cũng được viết là Kankou Musa, Kankan Musa hay Kanku Musa. 'Kankou' là một tên nữ giới phổ biến của người Mandinka, do đó có thể hiểu 'Kankou Musa' là "Musa có mẹ tên là Kankou".
Ngoài ra, còn có nhiều cách viết khác như Mali-koy Kankan Musa, Gonga Musa hay Sư tử xứ Mali.

## Dòng dõi và lên ngôi

Gia phả các vua Mali theo biên niên sử của Ibn Khaldun

Tất cả những gì được biết đến về các vị vua của đế quốc Mali được lấy từ các tác phẩm của các học giả Ả Rập, trong đó có Al-Umari, Abu-Sa'id Uthman ad-Dukkali, Ibn Khaldun và Ibn Battuta. Theo Đại cương lịch sử các vua Mali của Ibn-Khaldu, ông nội của Mansa Musa là Abu-Bakr Keita (tên tương đương trong tiếng Ả Rập của tên Bakari hoặc Bogari. Không rõ tên gốc nhưng rõ ràng không phải sahabiyy Abu Bakr), một người anh em của Sundiata Keita, người sáng lập nên Đế quốc Mali theo như những gì được ghi lại thông qua lịch sử truyền miệng. Abu-Bakr chẳng hề lên ngôi và Faga Laye con trai của ông cũng như cha của Musa cũng không có ý nghĩa trong lịch sử Mali.
Mansa Musa Keita lên ngôi sau khi được nhà vua giao triều chính khi ông hành hương về Mecca hay làm điều gì đó khác. Sau đó Musa Keita được nhà vua phong làm thái tử. Theo chính sử, Mansa Musa được tiên vương Abubakari Keita II chỉ định làm người điều hành việc nước trong những lúc nhà vua vắng mặt. Sau đó, ông được kế thừa ngai vàng khi nhà vua Abubakari, người luôn ấp ủ dự định khám phá Đại Tây Dương đích thân dẫn đầu 2000 tàu bè trong cuộc hành trình khám phá đã mãi mãi không quay trở về, chỉ vì ông không tin 199 tàu thuyền do mình điều đi trước đó đã biến mất một cách bí ẩn trong xoáy nước lớn giữa đại dương và chỉ còn duy nhất một con tàu đi cuối đoàn quay lại báo tin. Học giả người Ả Rập Ai Cập Al-Umari đã trích dẫn lời của Mansa Musa như sau:
| “ | Tiên đế không chịu tin chuyện đến nơi tận cùng của Đại dương bao quanh đất liền (Đại Tây Dương) là điều bất khả thi. Người ấp ủ đến được đó (nơi tận cùng) và đã theo đuổi kế hoạch của mình. Do vậy, người chuẩn bị 200 tàu chở đầy người, nhiều chiếc khác chở đầy vàng, nước và thực phẩm dự trữ đủ để dùng trong mấy năm liền. Người lệnh cho các thuyền trưởng của mình không được quay trở lại trước khi đến được tận cùng của đại dương hay trước khi hết nước uống và nguồn lương thực dự trữ cạn kiệt. Và họ đã khởi hành như thế. Họ đã vắng mặt trong một thời gian dài và cuối cùng chỉ một con tàu quay trở lại. Khi được tiên đế hỏi, viên thuyền trưởng trả lời: "Muôn tâu, chúng thần đã đi rất lâu cho tới khi chúng tôi nhìn thấy một con sông lớn chảy xiết ở giữa Đại dương. Tàu của tôi là chiếc cuối cùng, tất cả những con tàu đi trước tôi, họ đều đã chết đuối trong một xoáy nước lớn và không bao giờ có thể thoát ra được. Tôi đã lệnh cho thuyền của mình dương buồm thoát khỏi nơi này. Tuy nhiên, tiên đế đã không tin ông ta. Người tập hợp hai nghìn tàu bè để trang bị cho người và binh lính của người, thêm một nghìn chiếc khác để chở nước và lương thực. Sau đó, người đã giao quyền điều hành triều chính trong thời gian mà người vắng mặt cho tôi. Và người đã ra đi mà không quay trở lại." | ” |

Con trai và người thừa tự của Musa, Mansa Magha Keita, về sau đã được Musa trao quyền triều chính khi ông hành hương đến Mecca.

## Hồi giáo và chuyến hành hương đến Mecca
–Mahmud Kati, Chronicle of the Seeker
Mansa Musa là một vị vua sùng đạo và luôn tin rằng đạo Hồi chính là cửa ngõ để bước vào "thế giới văn hóa của vùng Đông Địa Trung Hải", vì vậy, ông đã ra sức phát triển đạo Hồi trong đế chế của mình. Chuyến hành hương về Thánh địa Mecca vào năm 1324 đã gây được tiếng vang lớn nhất cho ông trong thời gian tại vị.
Chuyến hành hương của Mansa Musa được coi là chuyến đi xa hoa và hoành tráng nhất của một bậc đế vương. Nó diễn ra trong khoảng thời gian từ năm 1324-1325. Tất cả 60.000 tùy tùng của nhà vua, trong đó có 12.000 nô lệ, 500 sứ giả mặc áo lụa và một hàng dài lạc đà đều phải mang theo vàng thỏi hoặc những chiếc túi chứa đầy vàng để Mansa Musa có thể dễ dàng phân phát cho bất cứ người dân nghèo nào mà ông bắt gặp trên đường đi. Chính điều này đã khiến người ta biết đến ông như là một vị vua rộng lượng và hào phóng. Thậm chí, người dân còn đứng dọc theo các con phố dẫn tới Mecca để chờ đợi sự xuất hiện của Mansa Musa.
Chuyến hành trình của vua Musa đã được ghi chép lại bởi nhiều nhân chứng dọc theo tuyến đường ông đi, những người này đều đã rất ngạc nhiên về sự giàu có cũng như sự hoành tráng của đám rước. Những ghi chép này tồn tại trong nhiều tài liệu khác nhau, bao gồm các nhật ký, lịch sử truyền miệng. Musa được biết là đã đến thăm vua Mamluk Al-Nasir Muhammad của Ai Cập trong tháng 7 năm 1324.
Những hành động hào phóng của Mansa Musa đã vô tình tàn phá nền kinh tế ở những nơi mà ông đi qua. Giá cả hàng hóa và đồ gốm bị thổi phồng lên cao ngất ngưỡng. Tất cả các cửa hàng, các chợ ở Cairo tràn ngập người Mali và việc mua bán đều trả bằng vàng. Thoạt đầu thương nhân Ai Cập rất vui mừng nhưng rồi càng ngày, số vàng do người Mali tung ra càng nhiều mà hàng hóa thì thiếu, dẫn đến vàng xuống giá. Phải mất 12 năm, thị trường vàng Ai Cập mới phục hồi. Theo ước tính của các sử gia, đoàn hành hương đã chi tiêu ở Cairo hết 12,3 tấn vàng.
Sau đó, để sửa chữa sai lầm của mình, Mansa Musa đã mua lại vàng từ những người cho vay nặng lãi ở Cairo. Đây có lẽ là lần đầu tiên và cũng là duy nhất trong lịch sử tính tới thời điểm này, một cá nhân có thể kiểm soát giá cả của vàng bạc trên khắp vùng Địa Trung Hải rộng lớn.
Khi đến thánh địa Mecca, vua Musa đã dâng tặng 20 tấn vàng để góp phần trùng tu, nâng cấp những đền thờ trong thánh địa. Tại Majisid al-Haram, trung tâm thánh địa, tất cả các hoa văn ở những cây cột trong hang đá, nơi nhà tiên tri Muhammad lần đầu tiên được Thượng đế truyền cho Kinh Qur'an, đều được nạm vàng.

## Cuối đời
Trong chuyến hành trình trở về từ Mecca năm 1325, Musa được tin rằng quân đội của ông đã chiếm lại Gao. Sagmandia, một trong những tướng lĩnh của ông, đã dẫn quân tái chiếm thành phố. Thành phố Gao đã trở thành một phần của đế quốc từ trước đó, dưới triều vua Sakoura Mansa và là một trung tâm thương mại quan trọng nhưng thường hay tạo phản. Musa làm một đường vòng và đến thăm thành phố nơi ông nhận được hai người con trai của vua Gao, Ali Kolon và Suleiman Nar là con tin. Ông quay về Nyeni, đem theo hai người và cho đào tạo trong hoàng cung của mình. Khi Mansa Musa trở về, ông đã mang về nhiều học giả và các kiến trúc sư Ả Rập.

### Xây dựng ở Mali
Sau chuyến hành hương đến Mecca, nhà vua Mansa Musa bắt đầu xây dựng nhiều nhà thờ Hồi giáo lớn, cùng các thư viện khổng lồ, cung điện hoàng gia, và những trường học đạo Hồi trên khắp Đế quốc của mình. Dù luôn chú trọng phát triển đạo Hồi, nhưng trong chính sách cai trị của mình, Mansa Musa lại thiết lập nên một nền tự do tôn giáo, tự do tín ngưỡng. Một số học giả Hồi giáo đến thăm Mali đã không khỏi bất ngờ khi thấy cách ăn mặc đầy màu sắc của người dân địa phương, thậm chí phụ nữ ở đây cũng không cần phải đeo mạng che mặt. Nền giáo dục dưới thời Mansa Musa được miễn phí hoàn toàn và nhận được rất nhiều chính sách khuyến khích, vị vua giàu có còn thành lập trường đại học danh tiếng Sankore Madsarah. Chính những điều này đã thu hút người dân từ khắp mọi nơi trên thế giới đổ về đây để trau dồi kiến thức.
Trong thời gian này, những đô thị lớn của Mali đã có mức sống cao. Sergio Domian, một học giả nghệ thuật và kiến trúc người Ý đã viết về giai đoạn này: "Nó đã đặt nền móng cho một nền văn minh đô thị. Trong thời kỳ đỉnh cao, Mali đã có ít nhất 400 thành phố và khu vực nội địa châu thổ sông Niger tập trung rất đông dân cư."

### Kinh tế và giáo dục
Sử ghi lại rằng Mansa Musa đi qua các thành phố Timbuktu và Gao trên đường đến Mecca và ông đã biến chúng trở thành một phần của đế chế khi ông trở về năm 1325. Ông đã mang kiến trúc sư từ Andalusia, một vùng ở Tây Ban Nha, và Cairo để xây dựng các cung điện lớn ở Timbuktu và Đại giáo đường Djinguereber mà nó vẫn đứng đến ngày hôm nay.
Timbuktu sớm trở thành một trung tâm thương mại, văn hóa, và của Hồi giáo; thương nhân từ Hausaland, Ai Cập, và các vương quốc khác ở Châu Phi đến giao dịch. Một trường đại học được thành lập trong thành phố (cũng như ở các thành phố Mali khác như Djenné và Segou) và đức tin Hồi giáo đã truyền bá thông các khu chợ và các trường đại học. Tin tức về một thành phố giàu có của đế quốc Mali thậm chí lan qua Địa Trung Hải đến Nam Âu, nơi thương nhân từ Venezia, Granada và Genoa sớm bổ sung Timbuktu vào bản đồ thương mại của họ để giao dịch đổi hàng lấy vàng.
Dưới triều đại của Mansa Musa, trường đại học Timbuktu có rất nhiều luật gia, nhà thiên văn học và toán học. Trường đại học trở thành một trung tâm học tập và văn hoá, thu hút nhiều học giả Hồi giáo từ khắp châu Phi và Trung Đông đến Timbuktu.
Năm 1330, vương quốc Mossi xâm lăng và chiếm thành phố Timbuktu. Gao thì đã được tướng của Musa chiếm lại và Musa cũng đã nhanh chóng lấy lại Timbuktu. Ông cho xây dựng một thành lũy và pháo đài bằng đá và đặt một đội quân thường trực để có thể bảo vệ thành phố khỏi những kẻ xâm lược trong tương lai.
Trong khi cung điện của Musa đã biến mất từ lâu nhưng các trường đại học và nhà thờ Hồi giáo hiện vẫn còn hiện diện ở Timbuktu.
Vào cuối triều đại Mansa Musa, đại học Sankoré đã trở thành một trường đại học đầy đủ bộ phận với bộ sưu tập sách lớn nhất ở châu Phi kể từ thời Thư viện Alexandria. Đại học Sankoré có khả năng làm nhà ở cho 25.000 sĩ tử và sở hữu một trong những thư viện lớn nhất trên thế giới với khoảng hơn 1.000.000 bản thảo.

## Qua đời

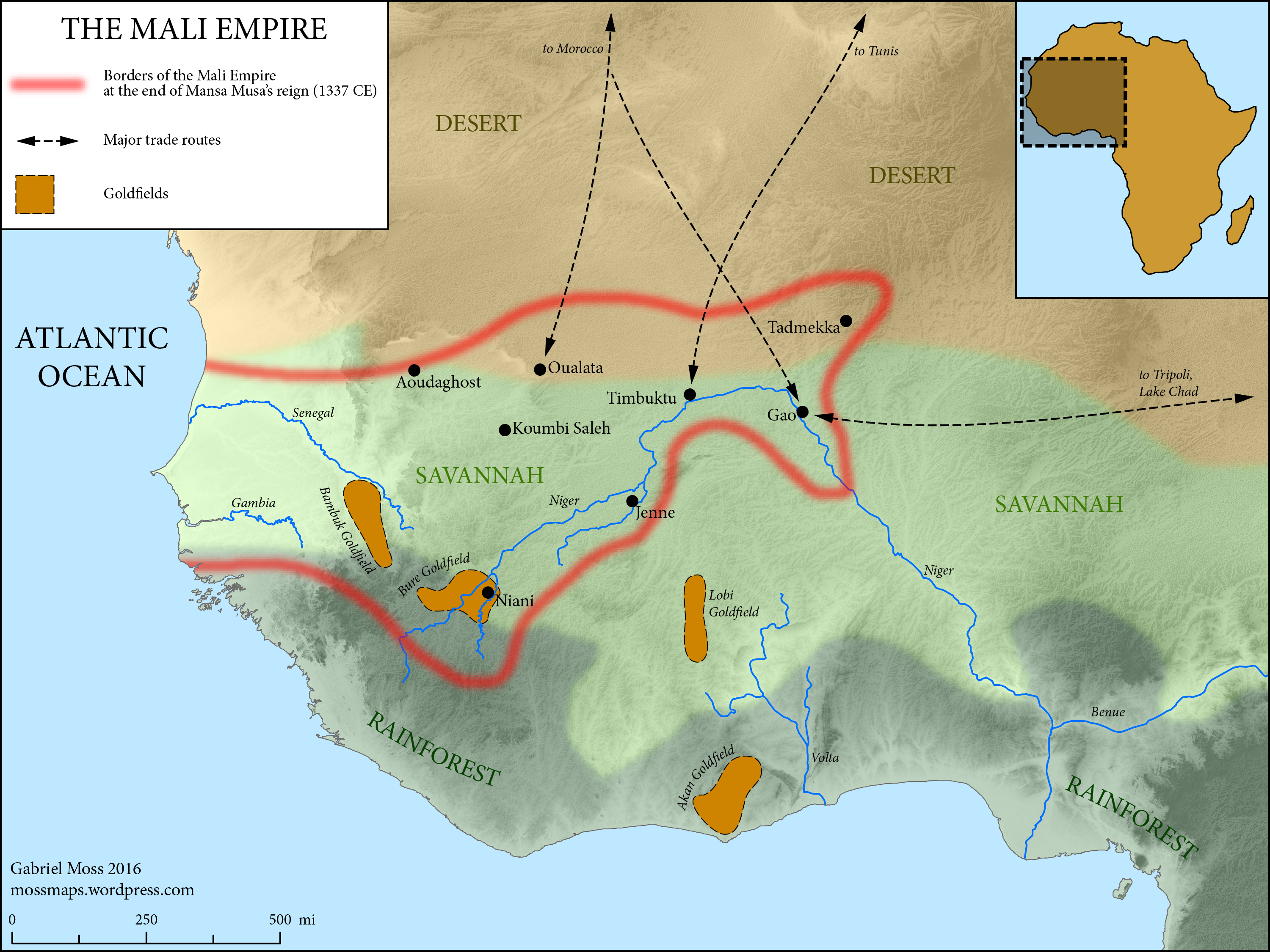
Lãnh thổ đế quốc Mali khi Mansa Musa mất

Ngày chết của Mansa Musa là một đề tài gây tranh cãi giữa các nhà sử hiện đại và các học giả Ả Rập, những người đã ghi chép lại lịch sử Mali. Khi đối chiếu với triều đại của người kế nhiệm ông, con trai Mansa Maghan (cai trị: 1332-1336) và Mansa Suleyman (cai trị: 1336-1360) và khoảng thời gian 25 năm cai trị của Musa được ghi chép lại, thì ngày mất của ông là vào khoảng năm 1332. Các tài liệu khác tuyên bố Musa đã lên kế hoạch thoái vị nhường ngôi cho con trai của ông là Maghan, nhưng ông đã chết ngay sau khi ông quay trở về từ Mecca trong năm 1325. Theo ghi chép của Ibn-Khaldun, Mansa Musa vẫn còn sống khi thành phố Tlemcen ở Algeria bị chinh phục năm 1337, khi ông đã gửi một sứ giả đến Algeria để chúc mừng người thắng trận.
Lịch sử ghi nhận Mansa Musa là người giàu có nhất mọi thời đại với giá trị tài sản tương đương 400 tỉ $ (quy đổi về giá trị hiện tại), một con số khổng lồ vượt xa tổng tài sản của 3 tỷ phú Bill Gates, Warren Buffett và Amancio Ortega cộng lại. Dù hơn 700 năm đã trôi qua, nhưng so về mức độ giàu có và tầm ảnh hưởng thì chưa một ai có thể sánh ngang hàng với Mansa Musa. Cho đến nay, Mansa Musa vẫn được coi là một trong những người quyền lực nhất trong lịch sử, đồng thời cũng là người giàu có nhất thế giới.
Nếu quy đổi tài sản của ông sang hiện vật ông có thể sở hữu toàn bộ đất đai và tài sản ở Châu Phi thời bấy giờ. Gấp 12 lần tổng số cổ phiếu của Bill Gates. Mua lại được bốn lần tài sản của Apple và ba lần Microsoft. Ông có thể nắm được hơn 40% trữ lượng vàng của thế giới.